# Élections régionales de 2011 à Hambourg
Les élections régionales de 2011 à Hambourg (en allemand : Bürgerschaftswahl in Hamburg 2011) se tiennent le 20 février 2011 de manière anticipée, afin d'élire les 121 députés de la 20e législature du Bürgerschaft de Hambourg.

## Contexte

### Coalition noire-verte
À la suite des élections régionales du 24 février 2008, l'Union chrétienne-démocrate d'Allemagne (CDU), du premier bourgmestre Ole von Beust, au pouvoir depuis 2001, perd sa majorité absolue acquise en 2004. Face au retour manqué du Parti libéral-démocrate (FDP) au Bürgerschaft, la CDU fait alliance avec les écologistes de la Liste verte alternative Hambourg (GAL), formant la première coalition noire-verte allemande.

### Changement et rupture
Le 18 juillet 2010, Ole von Beust annonce son intention de démissionner à la fin de l'été, officiellement pour « raisons personnelles ». La CDU choisit pour le remplacer le sénateur à l'Intérieur Christoph Ahlhaus.
La GAL critique initialement ce choix d'une personnalité perçue comme plus conservatrice que le chef de l'exécutif sortant, mais une réunion entre les deux formations dissipe ces remarques et Christopher Ahlhaus est officiellement élu premier bourgmestre le 25 août, avec deux voix de plus que le total de sa propre majorité.
La coalition est finalement rompue le 28 novembre suivant sur décision des écologistes, ce qui conduit Ahlhaus à annoncer la tenue d'élections anticipées. Le 15 décembre, le Bürgerschaft vote sa dissolution à l'unanimité et convoque les électeurs aux urnes le 20 février 2011.

## Mode de scrutin
Le Bürgerschaft est constitué de 121 députés (Mitglied der Hamburgischen Bürgerschaft, MdHB) élus pour une législature de quatre ans au suffrage universel direct et suivant le scrutin proportionnel de Sainte-Laguë.
Chaque électeur dispose de dix voix, selon le principe du « vote cumulatif » : les cinq premières (Wahlkreisstimmen) lui permettent de voter pour un ou plusieurs candidats de sa circonscription, le Land comptant 17 circonscriptions pourvoyant chacune entre trois et cinq sièges ; les cinq autres (Landesstimmen) lui permettent de voter pour une ou plusieurs listes de candidats ou un ou plusieurs candidats au niveau de la ville. Au total, 71 députés sont élus dans le cadre des circonscriptions.
Lors du dépouillement, l'intégralité des 121 sièges est répartie proportionnellement aux secondes voix entre les partis ayant remporté au moins 5 % des suffrages exprimés au niveau du Land. Si un parti a remporté des mandats de circonscription selon les règles du scrutin majoritaire plurinominal, ses sièges sont d'abord pourvus par ceux-ci. Les sièges restants sont attribués aux candidats de la liste municipale, en tenant compte du nombre de suffrages reçus personnellement par chacun d'eux.
Dans le cas où un parti obtient plus de mandats de circonscriptions que la proportionnelle ne lui en attribue, il conserve ces mandats supplémentaires et la taille du Bürgerschaft est augmentée par des mandats complémentaires distribués aux autres partis pour rétablir une composition proportionnelle aux secondes voix. Si un parti obtient des mandats de circonscription sans franchir le seuil électoral municipal, il conserve ces sièges mais la taille du Bürgerschaft n'est pas réajustée avec des mandats complémentaires.

## Campagne

### Principaux partis et chefs de file
| Parti | Parti                                                                              | Positionnement                                                              | Chef de file                            | Résultat en 2008           |
| ----- | ---------------------------------------------------------------------------------- | --------------------------------------------------------------------------- | --------------------------------------- | -------------------------- |
|       | Union chrétienne-démocrate d'Allemagne Christlich Demokratische Union Deutschlands | Centre droit Démocratie chrétienne, conservatisme, libéralisme              | Christoph Ahlhaus (Premier bourgmestre) | 56 députés 42,6 % des voix |
|       | Parti social-démocrate d'Allemagne Sozialdemokratische Partei Deutschlands         | Centre gauche Social-démocratie, troisième voie, progressisme               | Olaf Scholz                             | 45 députés 34,1 % des voix |
|       | Liste verte alternative Hambourg Grün-Alternative-Liste Hamburg                    | Centre gauche Écologie, progressisme                                        | Anja Hajduk                             | 12 députés 9,6 % des voix  |
|       | Die Linke La Gauche                                                                | Extrême gauche à gauche Socialisme démocratique, anticapitalisme, populisme | Dora Heyenn                             | 8 députés 6,4 % des voix   |
|       | Parti libéral-démocrate Freie Demokratische Partei                                 | Centre droit Libéralisme, social-libéralisme                                | Katja Suding                            | 0 député 4,8 % des voix    |

### Sondages
| Institut                | Date       | CDU    | SPD    | GAL    | FDP   | Die Linke |
| ----------------------- | ---------- | ------ | ------ | ------ | ----- | --------- |
| Institut                | Date       |        |        |        |       |           |
| GMS                     | 17/02/2011 | 25 %   | 43 %   | 15 %   | 5 %   | 6 %       |
| Emnid                   | 13/02/2011 | 25 %   | 45 %   | 15 %   | 5 %   | 6 %       |
| Forschungsgruppe Wahlen | 11/02/2011 | 23 %   | 46 %   | 14,5 % | 5 %   | 6 %       |
| Infratest               | 03/02/2011 | 25 %   | 46 %   | 14 %   | 5 %   | 6 %       |
| Trend Research          | 01/02/2011 | 25 %   | 45 %   | 16 %   | 4 %   | 6 %       |
| Infratest               | 13/01/2011 | 26 %   | 43 %   | 17 %   | 4 %   | 5 %       |
| Infratest               | 13/12/2010 | 22 %   | 43 %   | 19 %   | 4 %   | 7 %       |
| Psephos                 | 01/12/2010 | 28 %   | 45 %   | 14 %   | 3 %   | 6 %       |
| Forschungsgruppe Wahlen | 01/12/2010 | 22 %   | 41 %   | 21 %   | 4 %   | 7 %       |
| Psephos                 | 12/11/2010 | 35 %   | 40 %   | 12 %   | 4 %   | 6 %       |
| Trend Research          | 20/102010  | 25 %   | 35 %   | 17 %   | 4 %   | 11 %      |
| Psephos                 | 21/07/2010 | 35 %   | 41 %   | 10 %   | 4 %   | 6 %       |
| Psephos                 | 08/07/2010 | 36 %   | 39 %   | 11 %   | 5 %   | 6 %       |
| Psephos                 | 26/04/2010 | 34 %   | 37 %   | 10 %   | 8 %   | 8 %       |
| Infratest dimap         | 22/02/2010 | 31 %   | 31 %   | 16 %   | 7 %   | 10 %      |
| Psephos                 | 20/12/2009 | 38 %   | 34 %   | 11 %   | 6 %   | 8 %       |
| Psephos                 | 02/12/2009 | 36 %   | 33 %   | 13 %   | 8 %   | 8 %       |
| Infratest dimap         | 26/02/2009 | 36 %   | 33 %   | 12 %   | 9 %   | 8 %       |
| Dernières élections     | 24/02/2008 | 42,6 % | 34,1 % | 9,6 %  | 4,8 % | 6,4 %     |

## Résultats
|                        |                                                 |                                                 |                  |                  |                  |                  |           |       |       |        |              |               |  |  |
| Partis                 | Partis                                          | Partis                                          | Circonscriptions | Circonscriptions | Circonscriptions | Circonscriptions | Liste     | Liste | Liste | Liste  | Total sièges | +/-           |  |  |
| Partis                 | Partis                                          | Partis                                          | Votes            | %                | Sièges           | +/−              | Votes     | %     | +/−   | Sièges | Total sièges | +/-           |  |  |
|                        | Parti social-démocrate d'Allemagne (SPD)        | Parti social-démocrate d'Allemagne (SPD)        | 1 547 521        | 45,32            | 37               | 11               | 1 667 804 | 48,42 | 14,27 | 25     | 62           | 17            |  |  |
|                        | Union chrétienne-démocrate d'Allemagne (CDU)    | Union chrétienne-démocrate d'Allemagne (CDU)    | 784 791          | 22,98            | 18               | 13               | 753 805   | 21,88 | 20,70 | 10     | 28           | 28            |  |  |
|                        | Liste verte alternative Hambourg (GAL)          | Liste verte alternative Hambourg (GAL)          | 485 998          | 14,23            | 12               | 1                | 384 502   | 11,16 | 1,58  | 2      | 14           | 2             |  |  |
|                        | Parti libéral-démocrate (FDP)                   | Parti libéral-démocrate (FDP)                   | 215 018          | 6,30             | 1                | 1                | 229 125   | 6,65  | 1,90  | 8      | 9            | 9             |  |  |
|                        | Die Linke (Linke)                               | Die Linke (Linke)                               | 237 661          | 6,96             | 3                | en stagnation    | 220 428   | 6,40  | 0,05  | 5      | 8            | en stagnation |  |  |
|                        | Parti des pirates (PIRATEN)                     | Parti des pirates (PIRATEN)                     | 70 403           | 2,06             | 0                | en stagnation    | 73 126    | 2,12  | 1,89  | 0      | 0            | en stagnation |  |  |
|                        | Parti national-démocrate d'Allemagne (NPD)      | Parti national-démocrate d'Allemagne (NPD)      | 35 359           | 1,04             | 0                | en stagnation    | 30 648    | 0,89  | Abs.  | 0      | 0            | en stagnation |  |  |
|                        | Die PARTEI (PARTEI)                             | Die PARTEI (PARTEI)                             | 7 176            | 0,21             | 0                | en stagnation    | 23 994    | 0,70  | 0,45  | 0      | 0            | en stagnation |  |  |
|                        | Électeurs libres (FW)                           | Électeurs libres (FW)                           | 16 975           | 0,50             | 0                | en stagnation    | 23 135    | 0,67  | Nv.   | 0      | 0            | en stagnation |  |  |
|                        | Parti des retraités d'Allemagne (RENTNER)       | Parti des retraités d'Allemagne (RENTNER)       | 1 531            | 0,04             | 0                | en stagnation    | 15 847    | 0,46  | Nv.   | 0      | 0            | en stagnation |  |  |
|                        | Parti écologiste-démocrate (ÖDP)                | Parti écologiste-démocrate (ÖDP)                | 3 963            | 0,12             | 0                | en stagnation    | 10 464    | 0,30  | 0,17  | 0      | 0            | en stagnation |  |  |
|                        | Centre des citoyens (Bü-Mi)                     | Centre des citoyens (Bü-Mi)                     |                  |                  |                  |                  | 8 380     | 0,24  | Nv.   | 0      | 0            | en stagnation |  |  |
|                        | Alliance de l'innovation et de la justice (BIG) | Alliance de l'innovation et de la justice (BIG) |                  |                  |                  |                  | 3 344     | 0,10  | Nv.   | 0      | 0            | en stagnation |  |  |
|                        | Indépendants                                    | Indépendants                                    | 8 460            | 0,25             | 0                | en stagnation    |           |       |       |        | 0            | en stagnation |  |  |
| Total                  | Total                                           | Total                                           | 3 414 856        | 100              |                  |                  | 3 444 602 | 100   |       |        |              |               |  |  |
|                        |                                                 |                                                 |                  |                  |                  |                  |           |       |       |        |              |               |  |  |
| Votes valides          | Votes valides                                   | Votes valides                                   | 690 916          | 96,38            |                  |                  | 696 569   | 97,04 |       |        |              |               |  |  |
| Votes blancs et nuls   | Votes blancs et nuls                            | Votes blancs et nuls                            | 25 955           | 3,62             | 21 278           | 2,96             |           |       |       |        |              |               |  |  |
| Total                  | Total                                           | Total                                           | 718 876          | 100              | 71               | en stagnation    | 718 876   | 100   | -     | 50     | 121          | en stagnation |  |  |
| Abstentions            | Abstentions                                     | Abstentions                                     | 535 762          | 42,70            |                  |                  | 535 762   | 42,70 |       |        |              |               |  |  |
| Inscrits/Participation | Inscrits/Participation                          | Inscrits/Participation                          | 1 254 638        | 57,30            | 1 254 638        | 57,30            |           |       |       |        |              |               |  |  |

### Analyse
Après dix années dans l'opposition, le SPD, profitant de la personnalité de son chef de file, comme la CDU avec Ole von Beust durant les dix années précédentes, retrouve le pouvoir et conquiert, pour la première fois depuis les élections de 1991, la majorité absolue au Bürgerschaft. Cette large victoire, qui dépasse les prévisions les plus optimistes des enquêtes d'opinion, contraste singulièrement avec la déroute des chrétiens-démocrates, qui doivent se contenter de leur plus mauvais score depuis 1946 et subissent les effets du départ du premier maire von Beust, très populaire dans la ville-Land. À l'inverse, la GAL ne pâtit pas de sa participation à la première « coalition noire-verte » avec la CDU puisqu'elle progresse sans toutefois atteindre les 15 % pronostiqués par les sondages. Quant au FDP, malgré un contexte national difficile, il surpasse assez nettement la barre des 5 % et parvient à faire son retour au Bürgerschaft, dont il avait été exclu aux élections de 2004. Enfin, Die Linke parvient, pour la seconde fois après la Hesse en 2009, à conserver sa représentation dans un Parlement régional de l'ex-Allemagne de l'Ouest, et confirme par sa stabilité son implantation dans la deuxième ville du pays.

### Réactions
La chancelière fédérale, native de la ville, Angela Merkel, a admis que le résultat de la CDU était « une amère défaite » et que l'attitude des écologistes, à l'origine du déclenchement du scrutin, rendait difficile la formation d'autres coalitions entre les deux partis au niveau des Länder, la constitution d'une coalition noire-verte était carrément inconcevable au niveau fédéral. Tandis que les chrétiens-démocrates tentent malgré tout de faire une lecture locale de ce scrutin – dominé il est vrai par des enjeux propres à la ville hanséatique –, le président du SPD, Sigmar Gabriel, a qualifié ce résultat de « souffle porteur » alors que six élections régionales vont s'enchaîner sur les sept mois suivants. Le président de la CDU de Hambourg, le député fédéral Frank Schira, renonce à ses fonctions le 21 février, assumant la déroute de sa formation.

### Conséquences
Le 23 mars 2011, le social-démocrate Olaf Scholz est investi premier maire, soutenu uniquement par son parti.